# دونا باير شتاين
دونا باير شتاين (بالإنجليزية: Donna Baier Stein)‏ هي كاتِبة أمريكية، ولدت في 5 يناير 1951 في كانساس سيتي في الولايات المتحدة.